# کورش (نام)
در زبان فارسی این نام با دو املا کوروش و کورش نوشته می‌شود که کورش قدمت بیشتری دارد و در متون تاریخی به زبان فارسی به کار رفته است.
بنابر یک نظریه، کوروش، نامی پارسی است که می‌تواند مرتبط با Kúru- ایرانی باستان که در رزم‌نامه ملی هندی‌ها، ذکر شده، باشد. نظریه دیگر، تفسیر این نام به معنی «خوار کننده دشمن در مشاجره» که مشتقی از ریشه هندواروپایی و هندوایرانی kaũ-* به معنی «خوار کردن، پست کردن»، است، اما رضایی باغ‌بیدی، این تئوری را رد کرده‌است. به گفته او، کلمه kaũ-*، یک مشتق هم در زبان‌های ایرانی (از باستان تا امروزی) نداشته‌است. ووتر هنکلمن معتقد است که کوروش، نامی عیلامی است که کوتاه‌شده از «خداینام+فعل» است. به معنی «خدای [نامعلوم] نگهداری کرد/حمایت ارزانی داشت». نظریه هنکلمن، بر اساس سخن استرابن است که گفته: «کوروش قبل از آنکه شاه شود، با نام (ایرانی قدیم) «آگراداتس» خوانده می‌شد.» از نظر او، عیلامی بودن «کوروش»، دلیلی بر عیلامی‌تباری او نیست، چرا که در کتیبه بایگانی «آکروپل» شوش (اوایل قرن ششم پ.م)، به خوبی نماینگر فرمانروایی کوروش بر مردمی بود که خود را «پارسی» می‌دانستند، در حالی که اثری از «انشان» به چشم نمی‌خورد. اما چرا کوروش نامی عیلامی برای خود برگزید؟ پاسخ هنکلمن این است که کوروش خود را در استوانه‌اش  «شاه [شهر] انشان» (که تبارش تا «چیش‌پیش» می‌رساند که او هم شاه انشان معرفی کرده‌است) در مقابل ادعای مشابه نبونئید در استوانه «سیپار» به کار برده است. از نظر او، انشان نامی بود که برای بابلی‌ها، اسمی مشهورتر بود. از همین‌رو، او خود را پادشاه انشان معرفی کرد تا به خودش (به عنوان فرمانروای نخستین امپراتوری جهان) سابقه‌ای داده باشد.
 در روایت استرابو نام کوروش بزرگ در آغاز «آگراداتس» بود و «کوروش» نامی است که او پس از پادشاهی و با الهام از نام رود «کُر» در جنوب پاسارگاد بر خود نهاد. حسن رضایی باغ‌بیدی با استرابو مخالف است.

## نام کوروش بزرگ به زبان های مختلف
نام کوروش در زبان‌های گوناگون باستانی به‌گونه‌های مختلف نگاشته شده‌است:
- پارسی باستان: Kūruš
- در کتیبه‌های عیلامی: Ku-rash
- درکتیبه‌های بابلی: Ku-ra-ash
- در زبان یونانی باستان: Κῦρος آمده‌است.
- در زبان عبری: کورِوش Koresh
- در زبان لاتین: سیروس Cyrus(که به انگلیسی میشود «سایروس» خوانده می‌شود.)

برخی گونه‌هاي نوشتاری نام کورش در زبان‌های گوناگون این‌ها هستند:
Kūroš * Old Persian
Kuraš * Elamite
Kwrš * Imperial Aramaic
Horus * Egyptian
Κῦρος, Kuros, Κύριλλος, Kyrillos * Greek
Kyros, Kyrios, Kristus * Biblical Greek
Cyrus * Latin
Koresh * Hebrew
Cyro, Ciro, Cirino * Italian
Cirino * Spanish
Ciara * Celtic
Ки́ра, Kira * Russian
Kiira * Finnish
Chris * International
Akira * Japanese
also feminine forms e.g. Kyra * International
نام‌های دیگری نیز هم ریشه با نام "کورش" هستند که کمابیش در همه فرهنگ‌هاي جهان به کار میروند و هم بر روی زنان و هم بر روی مردان گذاشته می‌شوند، مانند نام‌های ؛
Kaira, Keera, Keira, Kyra, Kyrah, Kyreena, Kyrha, Kyria, Kyrie, Kyrene, Kyrra, Kirra, Kira, Kirwan, Ciaran, Keiran, Cy, Cyril, Cyrill, Cyrille, Kirill, Kiryl, Kyryl, Kiril, Kyrill, Kirillos,...
همچنین کنیه و برنام "Sir" به چم "Lord" یا "سرور" که در انگلیسی برای مردان به کار میرود نیز از ریشه اروپایی شده (لاتین شده = Cyr) "کورش" یا همان "سیروس" گرفته شده‌است.
***
برای مانی‌هاي (معنی های) نام "کورش" دیدگاه‌هاي فراوانی هست، و "خورشید" یا "هورشید" یکی از آن‌ها است. همان گونه که در جستار نوشته شد، کهن واژه آریایی "کو" به چم "نور" و "را" (در انگلیسی "ray") به چم "پرتو" مي‌باشد، از این روی کو + را + [پسوند] ش، به چم دارنده یا تابنده پرتوی نور، یا همان "خورشید" در پارسی امروزی است.
کمابیش همه زبان‌هاي زنده جهان برای واژه "نور" که خود در بنیان آریایی است، از ریشه‌هاي آریایی آن کاربری مي‌کنند ؛ مانند:
واژه‌هاي "کو"، "سو"، "هو"، "خو"، "لو"، "لوم"، "لوس"، "لوکس"، و بسیاری واژگان هم آوای دیگر در زبان‌های گوناگون جهان همگی به چم "نور" یا "روشنایی" هستند. اما در درازای چندین هزاره آوای آن‌ها دگرگون شده‌است.
حتی در زبان ایتالیایی واژه "کیارو chiaro" به چم "نور" هم ریشه همان واژه‌هايي است که برای نام "کورش" به کار میبرند مانند "کیرو" یا "سیرو"، از این روی بسیاری زبان‌های اروپایی واژه‌ها و نام‌های گوناگونی از بن واژه‌هاي یونانی-لاتین آن "کلاروس"، "کیاروس"، "کوروس"، گرفته‌اند که همگی به چم "روشنایی"، "شفافیت"، درخشندگی"، و ... هستند، مانند نام‌های "کیارا"، "کلارا"، "کریستال"، واژه "clear" در انگلیسی و همچون آنها.
***
باید در نگر داشت که پیش از کورش بزرگ نیز از واژه "کورش" کاربری میشده، و بیشتر به چم "خورشید"، "روشنایی بخش"، "نور دهنده"، و جز آن‌ها به کار مي‌رفته است، اما پس از کورش بزرگ و هنایش پذیری برگه‌هاي ادبی و اسطوره ای جهان از اندیشه، منش و کردار اوی، این نام، چم‌ها، مانی‌ها و آرش‌هاي گوناگونی پیدا کرده‌است، که "سرور"، "بزرگوار"، "فرستاده [برگزیده] خداوند"، "آزاد کننده"، "رهایی بخش"، "پسر بهشتی"، "فرزند راستین"،"سخنور توانا"، و جز این‌ها از آن دسته هستند.
فرتور: ستایش نامه (گرامی نامه) کورش بزرگ (Panegyric of Kyrus the Great , or simply Kyrus Panegyric) یافت شده در ویرانه‌هاي بابل که کردار و شیوه رفتار کورش بزرگ پس از آزاد سازی بابل را باز گویی می‌کند.

## افراد سرشناس با نام کورش
در زبان انگلیسی این نام سایروس نوشته می‌شود و نام کوچک و نام خانوادگی بسیاری سرشناسان را شامل می‌شود. در زبان فارسی برخی سرشناسان دارای نام کورش عبارتند از:
- کورش اسدی داستان‌نویس معاصر
- کورش تهامی، زادهٔ ۴ اردیبهشت ۱۳۵۰ بازیگر ایرانی است.
- کورش صفوی زبان‌شناس و مترجم
- کورش نیکنام نماینده زرتشتیان در مجلس
- کورش یغمایی، موسیقی‌دان، آهنگساز، آواز خوان، نوازنده، تنظیم‌کننده و نوازندهٔ گیتار الکتریک ایرانی و بنیان‌گذار موسیقی راک در ایران است.
- کوروش بزرگ (کوروش بزرگ)، پادشاه هخامنشی در ۵۲۹ تا ۵۵۹ پیش از میلاد
- کوروش فولادی نماینده خرم آباد
- کوروش کوچک، (کوچک) پادشاه آناتولی و برادر اردشیر دوم، وفات به سال ۴۰۱ پیش از میلاد در جنگ کوناکسا
- کوروش منصوری، رئیس هیئت مدیرهٔ شرکت خودروسازی بریتانیایی مستقر در آلمان است، که در زمینه تیونینگ و سفارشی سازی خودروهای لوکس فعالیت می‌نماید.
- کوروش یکم، پادشاه انشان، در ۶۱۰ تا ۵۸۰ پیش از میلاد
- کوروش باقری مدال آور رشته وزنه برداری
- کوروش بختیار اولین مدال آور تاریخ ایران در بازیهای آسیایی در رشته تکواندو پومسه